# Труд (Бобруйский район)
Труд (бел. Труд) — посёлок в составе Воротынского сельсовета Бобруйского района Могилёвской области Республики Беларусь.

## Население
- 1999 год — 14 человек
- 2010 год — 7 человек